# Hrvatski vaterpolski kup 2002.
Kup Hrvatske u vaterpolu za 2002. je osvojio "Jug" iz Dubrovnika.

## Rezultati

### Četvrtzavršnica
| klub1              | rez.        | klub2                               |
| ------------------ | ----------- | ----------------------------------- |
| Gusar (Mlini)      | 10:10, 2:14 | Primorje Riječka banka (Rijeka)     |
| POŠK (Split)       | 4:6, 3:12   | Mladost Croatia osiguranje (Zagreb) |
| Jug (Dubrovnik)    | 16:8, 5:6   | Mornar Brodospas (Split)            |
| Medveščak (Zagreb) | 6:9, 6:10   | Jadran (Split)                      |

### Poluzavršnica
Igrano 26. listopada i 2. studenog 2002.
| klub1                               | rez.      | klub2           |
| ----------------------------------- | --------- | --------------- |
| Primorje Riječka banka (Rijeka)     | 10:7, 4:5 | Jadran (Split)  |
| Mladost Croatia osiguranje (Zagreb) | 7:6, 6:9  | Jug (Dubrovnik) |

### Završnica
Igrano 14. i 21. prosinca 2002.
| klub1           | rez.       | klub2                           |
| --------------- | ---------- | ------------------------------- |
| Jug (Dubrovnik) | 12:7, 8:10 | Primorje Riječka banka (Rijeka) |